# Nicola Pagliarani
Nicola Pagliarani (Rimini, 24 giugno 1912 – 23 aprile 2010) è stato un politico italiano, ex deputato e sindaco di Rimini.

## Biografia
Laureato in scienze agrarie, è insegnante. Esponente del Partito Comunista Italiano, dal 1951 è consigliere comunale a Rimini. Viene poi eletto alla Camera dei deputati nel 1963 e confermato anche alle elezioni politiche del 1968; si dimette il 13 giugno del 1971. Dal 1970 era infatti diventato sindaco di Rimini, carica che manterrà fino al 1978.
Muore all'età di 97 anni nell'aprile del 2010.